# Dicranomyia (Dicranomyia) hawaiiensis
Dicranomyia (Dicranomyia) hawaiiensis is een tweevleugelige uit de familie steltmuggen (Limoniidae). De soort komt voor in het Australaziatisch gebied.